# جوليانا باولا دوس سانتوس
جوليانا باولا غوميس دوس سانتوس (بالبرتغالية: Juliana Paula dos Santos‏) هي عدائة مسافات متوسطة برازيلية ولدت في يوم 12 يوليو 1983 في مدينة كيوباتو في البرازيل، أبرز إنجازاتها كان تحقيقها للميدالية الذهبية في دورة الألعاب الأمريكية 2007 في سباق 1500 متر في ريو دي جانيرو في البرازيل.

## روابط خارجية
- جوليانا باولا دوس سانتوس على موقع الاتحاد الدولي لألعاب القوى (الإنجليزية)
- جوليانا باولا دوس سانتوس على موقع أوليمبيديا (الإنجليزية)
- جوليانا باولا دوس سانتوس على موقع اللجنة الأولمبية البرازيلية (البرتغالية)